# Coproductions internationales de Rue Sésame
 (juin 2021).
Le contenu est difficilement compréhensible vu les erreurs de traduction, qui sont peut-être dues à l'utilisation d'un logiciel de traduction automatique.
 (juin 2021).
Les coproductions internationales de Rue Sésame sont des séries télévisées à destination des enfants, basées sur l'émission américaine Sesame Street (Rue Sésame), mais adaptées aux pays dans lesquels elles sont produites.
Peu après les débuts de Sesame Street aux États-Unis en 1969, des producteurs de télévision, des enseignants et des responsables de plusieurs pays se sont rapprochés des producteurs et des cadres de Children's Television Workshop (CTW) pour étudier la possibilité de diffuser des versions internationales de la Rue Sésame. Sa créatrice, Joan Ganz Cooney, embauche alors l'ancien CBS exécutif, Mike Dann, pour étudier les possibilités de produire des versions de la série dans d'autres pays.
La production de ces émissions se développe grâce à une variante du modèle CTW. C'est un modèle flexible de production, basé sur les expériences des créateurs et des producteurs du spectacle aux USA. Le modèle se compose d'une combinaison de producteurs et de chercheurs travaillant ensemble sur le spectacle en vue du développement d'un programme unique et la réalisation d'un vaste test pilote.
Le spectacle devient une coproduction basée sur trois composantes immuables : les décors d'origine, les personnages et les objectifs du programme.
Les différentes coproductions sont réalisées, selon les besoins de chaque pays et de ses ressources. Elles contiennent à la fois des versions doublées de l'émission américaine et des versions créées, développées et produites dans chaque pays, reflétant ainsi ses besoins et ses priorités en matière d'éducation et de culture. La première VIH-positifs Muppet, Kami, en Afrique du Sud, coproduction Takalani Sesame, est créée en 2003 pour répondre à l'épidémie de SIDA en Afrique du Sud. Elle suscite une vive controverse aux États-Unis. En 2006, il existe 20 coproductions éparpillées dans tous les pays du monde. En 2001, plus de 120 millions de téléspectateurs ont regardé toutes les versions internationales de Sesame Street et, lors du 40e anniversaire aux USA en 2009, elles sont vues dans plus de 140 pays.

## L'histoire

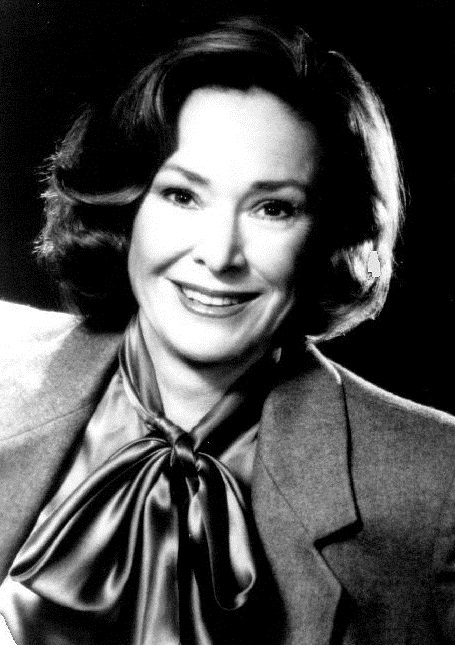
Joan Ganz Cooney, créatrice de Sesame Street en 1985, s'est dit surprise quand d'autres pays se sont rapprochés de la Children's Television Workshop pour demander leurs propres coproductions du spectacle.

Quelques mois après le début de la Rue Sésame en 1969 sur PBS aux États-Unis, les producteurs du Brésil, du Mexique, du Canada et de l'Allemagne demandent que l'organisation responsable de la production du spectacle, le Children's Television Workshop (CTW), crée et produise des versions de Sesame Street dans leurs pays respectifs. Avant même que l'émission américaine ne débute, la CTW met en place une division internationale dans le but de superviser ses licences dans d'autres pays. 
Selon Grégoire J. Gettas, la division a immédiatement mis au point quatre politiques principales de délivrance d'autorisation : 
- (1) tout comme la version américaine, toutes les versions étrangères devaient être diffusées sans publicité ;
- (2) tout changement devait répondre à des normes de production exigeantes dans le but de protéger les intérêts patrimoniaux de CTW ;
- (3) toutes les versions devaient refléter les valeurs et les traditions culturelles du pays ;
- (4) toutes les modifications devaient être initiées, approuvées, et supervisées par un comité local de travail en relation avec la CTW[2].

De nombreuses années plus tard, la co-créatrice Joan Ganz Cooney a rappelé : « pour être franche, j'ai été vraiment surprise parce que nous pensions créer la quintessence de l'émission américaine. Nous pensions que les Muppets étaient typiquement Américains. Il s'avère qu'ils sont les personnages les plus internationaux jamais créés ».
Mike Dann, un ancien cadre de CBS engagé par Joan Ganz Cooney au poste de vice-président de CTW, et son adjoint, se voient attribuer la gestion des autorisations concédées à d'autres pays pour produire leurs propres versions de la Rue Sésame. Dann, lors d'un rendez-vous à la télévision avec le critique Marvin Kitman (en), déclare : « après avoir vendu [Sesame Street] en Russie et en Tchécoslovaquie, on pourrait essayer le Mississippi : là-bas, il est jugé trop controversé pour la télévision éducative »,.
A l'été 1970, Dann signe les premiers accords internationaux pour la CTW, plus tard appelés « coproductions ». 38 Société radio-canada , les stations de télévision de diffusion de la Rue Sésame du Canada, des provinces anglophones.[pas clair] Les Forces Armées de la Radio et de la Télévision de Réseau diffusent le premier des 130 épisodes de la série aux États-Unis, un spectacle à l'intention des enfants du personnel militaire servant dans seize pays, y compris l'Islande, la Grèce, l'Éthiopie et la Corée du Sud.
Au cours de son mandat à CTW, Dann conclut des accords avec plusieurs pays : les Caraïbes, le Mexique, l'Australie, le Japon, les Philippines, la France, Israël et l'Allemagne. Il dira plus tard à l'auteur Michael Davis : « J'ai été agressif et je connaissais des gens partout dans le monde ». Au cours de la même période, des discussions sur la radiodiffusion en Angleterre sont engagées pour déterminer s'il était plus pertinent de diffuser la version US ou de produire une version britannique de l'émission Sesame Street. Mais, les diffuseurs britanniques estiment finalement le show trop controversé et en rejettent l'idée. C'est la version américaine qui sera diffusée dans tout le Royaume-Uni de façon limitée à partir de 1971 : elle s'éteint en 2001.
Dès 2006, il y a 20 « coproductions » en activité. La vice-présidente de CTW, Charlotte Cole, estime qu'en 2001, l'ensemble des versions internationales de la Rue Sésame aurait réuni plus de 120 millions de téléspectateurs. Pendant le 40e spectacle d'anniversaire en 2009, elles sont vues dans plus de 140 pays. En 2005, Doreen Carvajal de La New York Times rapporte que les revenus de la coproduction représentaient 96 millions de dollars. Charlotte Cole a déclaré : « Children's Television Workshop (CTW) peut être considéré comme le plus important éducateur informel de jeunes enfants dans le monde ». Les études menées sur les effets de plusieurs coproductions (au Mexique en 1974, en Turquie en 1990, au Portugal en 1993 et en Russie en 1998), indiquent que les téléspectateurs de ces émissions ont acquis un gain en compétences scolaires de base, en particulier dans l'alphabétisme et l'apprentissage des nombres.